# Fünftes Laterankonzil

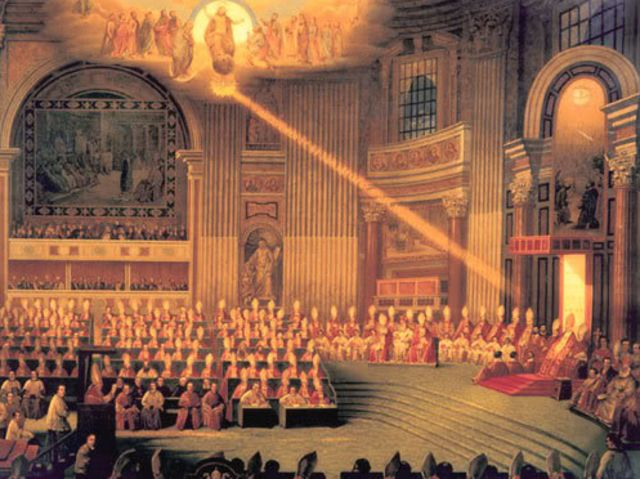
Die Fünfte Laterankonzil (1512–1517) (Gemälde des 16. Jahrhunderts)

Das Fünfte Laterankonzil (lat. Concilium Lateranense V) war ein 1512 bis 1517 im Lateran zu Rom tagendes Ökumenisches Konzil der katholischen Kirche. Es wurde 1512 von Papst Julius II. einberufen, unter Leo X. nach dessen rascher Wahl 1513 fortgesetzt und 1517 frühzeitig abgeschlossen. Es begann die Kirchenreform, konnte sich aber in einigen theologischen Streitpunkten nicht einigen.

## Vorgeschichte

Bulla monitorii et declarationis

Litterae super abrogatione pragmatice sanctionis, 1512

Den kirchenpolitischen Rahmen um das Konzil bildet die Diskussion um den Konziliarismus, der ein Produkt der vorausgegangenen Konzilien in Konstanz und Basel war. Das 1431 begonnene Konzil von Basel war 1438/39 gegen den Willen der dort tagenden Konzilsväter von Papst Eugen IV. nach Ferrara verlegt worden, wo eine Union mit der Ostkirche unternommen werden sollte. Die Union wurde im Juli 1439 zwar beschlossen, erwies sich aber wegen historischer und theologischer Vorurteile als nicht haltbar. Dennoch verschaffte die Verhandlung dem Papst einen Achtungserfolg über das Konzil von Basel, das zuvor vergeblich eigene Bemühungen um ein Treffen mit der griechischen Delegation unternommen hatte.
Dem nunmehr schismatischen Konzil von Basel wurde auf dem päpstlichen Konzil in Ferrara bzw. Florenz, wohin es nach einem Jahr verlegt wurde, jegliche Legitimität abgesprochen. Die Radikalität der dortigen Konzilsteilnehmer – in der Hauptsache französische und deutsche Kleriker – ließen die europäischen Mächte vom Konzil abrücken. Sie wendeten sich wieder dem Papst zu.
Das bedeutete aber nicht, dass die Idee des Konziliarismus einfach so verschwunden wäre. Im Gegenteil hatten sowohl der französische König (in der Pragmatischen Sanktion von Bourges) und der deutsche Klerus (in der Mainzer Akzeptation) Teile der Konzilsbeschlüsse von Basel anerkannt, darunter auch die Erklärung der „Tres veritates“, in dem das Konzil die Oberhoheit über die ganze Kirche, also auch über den Papst, beanspruchte. Die Pragmatische Sanktion von Bourges ist ein entscheidendes Dokument des Gallikanismus. Weil darin auch das Ernennungsrecht französischer Bischöfe durch den König festgehalten wurde, trachteten die Päpste fortan nach der Rücknahme der Erklärung.
Nach all diesen Vorfällen stand dem nach Ferrara und Florenz wieder gestärkten Papsttum nicht der Sinn nach einem weiteren Konzil, schon weil die Drohung mit einem solchen bald zur geläufigen Waffe der Politik wurde. Tatsächlich rief der französische König Ludwig XII. 1511 opponierende Kardinäle zu einem Konzil nach Pisa, dem so genannten Conciliabulum von Pisa. Die Einberufung dieses Gegenkonzils war der Auslöser für die Einberufung des Fünften Laterankonzils.

## Konzilsverlauf
Das Fünfte Laterankonzil war das nach Zählweise der lateinischen Kirche 18. Ökumenische Konzil und das bislang letzte, das im Lateran stattfand. Es wurde am 19. April 1512 von Papst Julius II. einberufen und am 10. Mai 1512 eröffnet. An der Eröffnungssitzung nahmen 15 Kardinäle und 79 Bischöfe teil, dabei handelte es sich fast ausschließlich um Italiener.
Das Konzil stand in seiner Geschäftsordnung im Gegensatz zu seinen beiden unmittelbaren Vorgängern und knüpfte wieder an die Praxis vor Konstanz an. Die Geschäftsordnung wurde vom Papst bestimmt und die Dekrete als Päpstliche Bullen verabschiedet.

### Verurteilung des Gegenkonzils von Pisa
Zunächst ging das Konzil an die Entmachtung des Gegenkonzils von Pisa, das es als schismatisch verurteilte. Die Könige von England und Aragón sowie Kaiser Maximilian I. versicherten dem Papst ihre Unterstützung. Nachdem Julius II. am 21. Februar 1513 gestorben war, ließ auch der französische König die Versammlung in Pisa fallen. Mit Frankreich wurde noch während des Konzils von Papst Leo X. das Konkordat von Bologna (1516) geschlossen, das die Verbindungen zwischen Kirche und Staat regelte und vom Konzil bestätigt wurde.

### Dogmatische Definition über die Unsterblichkeit der individuellen Seele
In seiner einzigen dogmatischen Definition Apostolici Regiminis befasste sich das Konzil mit der Frage der Unsterblichkeit der individuellen Seele. Der Neuaristotelismus hatte die averroistische Vorstellung vom Monopsychismus wieder belebt. Averroes war der wichtigste Kommentator aristotelischer Werke im Mittelalter gewesen und hatte über scholastische Theologen wie Thomas von Aquin auch im Abendland eine breite Rezeption erfahren. Nach Averroes ist die vernünftige Seele in allen Menschen numerisch dieselbe, es gibt also keine individuelle Seele, sondern nur diese allgemeine Seele und nur diese ist unsterblich. Dies wurde im 16. Jahrhundert auch von Neuaristotelikern wie Pietro Pomponazzi behauptet. Das Konzil wendete sich gegen diese mit der christlichen Theologie unvereinbare Vorstellung und erklärte in der achten Sitzung am 19. Dezember 1513, dass der Mensch eine individuelle und unsterbliche Seele besitze, was die Voraussetzung für eine persönliche Unsterblichkeit ist.

Cristoforo Marcello, In quarta Lateranensis Concilii sessione habita oratio, 1513

### Bemühen um Kirchenreform
Auf der Tagesordnung des Konzils stand erneut eine Kirchenreform, die auch schon auf den vorangegangenen Kirchenversammlungen versucht worden, aber nie über Ansätze hinaus gekommen war.
An Vorschlägen mangelte es dabei nicht, etliche Teilnehmer meldeten sich mit teils heftiger Kritik an den Zuständen in der Kirche zu Wort, an den Ämterhäufungen, der Vernachlässigung der Residenzpflicht, den Privilegien der Bettelorden. Eine spanische Denkschrift forderte, das Gericht müsse im Haus des Herrn beginnen. Vorgeschlagen wurden die Revision des kirchlichen Gesetzbuchs, die Vereinheitlichung des Ordenswesens und der Liturgie, eine Neuauflage der Unionsverhandlungen mit den getrennten Ostkirchen und die Mission der erst kürzlich neu entdeckten Territorien.
Zu einer harten Reform konnte sich das Konzil indes nicht entschließen. Es erließ einige Dekrete, in denen Bischöfen, Legaten und Kardinälen ihre Pflichten eingeschärft wurden und bestimmte Missstände hinsichtlich der laxen Ausführung übertragener Aufgaben verboten wurden. So wurden die Würdenträger verpflichtet, administrative Aufgaben wie etwa Visitationen selbst zu übernehmen, anstatt ihr Amt als Sinekure zu verstehen und für alle Aufgaben Vertreter zu berufen. Ferner erließ das Konzil Vorschriften über das kuriale Taxwesen, die Bücherzensur und die gemeinnützigen Leihhäuser.
Selbst diese vergleichsweise weichen Beschlüsse konnten noch durch Dispensen wieder ausgehebelt werden. Für eine konsequente Linie fehlte es am entsprechenden Willen, da Leo X. kein Reformpapst war. Die Beschlüsse des Konzils fanden daher kaum einen Nachhall. Das lag nicht zuletzt an seiner zeitlichen Verortung: Als man es in der 12. Sitzung schloss, schrieb man den 16. März 1517. Sieben Monate später begann die Reformation.
Die Reformation war schließlich der Auslöser für die Einberufung des Reformkonzils von Trient (1545–1563).